# 相山武夫
相山 武夫（あいやま たけお、1915年3月7日 - 2000年3月6日）は富山県出身の実業家、ゴルフ場の設計者。　　　　　　　　　　　　　　　　

## 経歴
富山県中新川郡水橋町（現富山市水橋町）で海産物商の8男として生まれた。
富山県立滑川商業学校（現富山県立滑川高等学校）を経て、1939年東洋音楽専門学校（現東京音楽大学）卒業。
全国石油加工連合会、海軍燃料廠勤務を経て、1946年に石油製品の2次製品である潤滑油のメーカー、日興産業株式会社を設立。

## ゴルフ場の設計／経営
1953年、日興産業の潤滑油工場施設の近隣にあった18ホールの河川敷ゴルフ場「六郷ゴルフ倶楽部」（現ゴルフ練習場）の経営を目的として、株式会社六郷ゴルフ倶楽部を設立、代表取締役就任を契機に、石油ビジネス以外に、ゴルフ場設計者、事業家としての道をも歩む。1958年、株式会社 横浜国際ゴルフ倶楽部を設立し横浜カントリークラブを経営、1970年、阿波総合開発株式会社を設立して徳島カントリークラブの経営に携わる。1966年には、相武総合開発株式会社を設立し全国各地でゴルフ場の経営に携わった。
設計・監修に携わったコースは全国30コース近くに及ぶ。
設計した代表的なゴルフ場としては、横浜カントリークラブ（神奈川県横浜市）がある。

## 設計／監修／改修した主なゴルフ場
- 1953年　六郷ゴルフ倶楽部（東京都）
- 1958年　横浜カントリークラブ（神奈川県）
- 1959年　枚方国際ゴルフ倶楽部（大阪府）
- 1960年　呉羽カントリークラブ（富山県）
- 1961年　富士国際ゴルフ倶楽部（静岡県）
- 1961年　宇都宮カンツリー倶楽部（栃木県）
- 1963年　相武カントリー倶楽部（東京都）
- 1966年　水戸ゴルフクラブ（茨城県）
- 1969年　塩原カントリークラブ（栃木県）
- 1970年　徳島カントリー倶楽部（徳島県）
- 1972年　沖縄国際ゴルフ倶楽部（沖縄県）
- 1975年　伊豆下田カントリークラブ（静岡県）
- 1975年　福井カントリークラブ（福井県、現フクイカントリークラブ）
- 1975年　立山カントリークラブ（富山県）
- 1975年　松山小野カントリークラブ（愛媛県）
- 1975年　金沢カントリー倶楽部（石川県）
- 1985年　妙見富士カントリークラブ（兵庫県）
- 1987年　ベルエアカントリークラブ（群馬県）
- 1990年　ベルビーチゴルフクラブ（沖縄県）
- 1995年　琴南カントリークラブ（香川県）